# Station Fourmies
Station Fourmies is een spoorwegstation in de Franse gemeente Fourmies.
Het wordt bediend door de treinen van TER Hauts-de-France met bestemmingen Lille-Flandres,  Hirson en Charleville-Mézières.